# Sidalm
Sidalm - Società Italiana Dolciario Alimentare Milano per Azioni è stata una società italiana che operava nel settore alimentare.
Era controllata al 100% dalla SME che le conferì, dal 1977 al 1986, le attività dolciarie con i marchi Motta e Alemagna; l'azienda produceva prodotti da forno tradizionali, prodotti da forno monodose, cioccolate, snack salati, biscotti e caramelle.
Dal 1987 al 1990 la società produceva per Bistefani il prodotto da forno Krumiri. Nel 1991 la produzione rallenta, mentre per Bistefani, durante un'assemblea, dei soci, non trovando un accordo, la produzione torna in Piemonte.

## Storia
La società nasce il 9 dicembre 1977 su iniziativa di Società Finanziaria di Partecipazioni Azionarie (gruppo IRI) per rilevare le attività della società Unione Industrie Dolciarie e Alimentari - Unidal in liquidazione (controllata da SME e con partecipazioni di minoranza di Bastogi, eredi della famiglia Motta e famiglia Alemagna), la quale era detentrice di Motta e Alemagna.
Unidal allora aveva 8.000 dipendenti con stabilimenti a Milano (via Corsica e via Silva), Cornaredo, Segrate, San Martino Buon Albergo e Caivano. La società era anche proprietaria di 126 autobar Alemagna, 99 punti vendita Alivar e 41 negozi Motta, ma già dalla sua fondazione (1976) versava in uno stato di crisi, tale da indurre IRI a metterla in liquidazione.
Le attività del ramo gelati di Unidal furono scorporate e conferite alla controllata Italgel.
Le attività di ristorazione autostradale di Unidal furono incorporate insieme a quelle di EPEA (società titolare delle attività di Pavesi nel settore) nella società Autogrill.
A Sidalm fu affidata la proprietà delle rimanenti attività alimentari e la gestione degli esercizi commerciali di Unidal (bar e negozi a insegna Motta e Alemagna, questi ultimi appartenenti alla controllata ESCO).
Immediatamente dopo la sua fondazione, proprietà e gestione di Sidalm furono girate da IRI a Sofin (altra finanziaria pubblica), in quanto IRI temeva che la grave situazione finanziaria di Unidal ereditata dalla società avrebbe comportato il dissesto societario dell'intero gruppo SME.
Tuttavia, i risultati economici della Sidalm furono sempre deludenti, anche dopo il 1983, quando la gestione venne ceduta a SME, ma la proprietà rimase di Sofin (IRI): si suppone che l'elevato debito di Unidal, la rigidità della struttura produttiva, i costi produttivi e distributivi alti e altri fattori abbiano frenato le possibilità di sviluppo della società.
Nonostante un fatturato medio di 450 miliardi di lire annui, Nel 1984, a seguito delle decisioni di un’assemblea straordinaria sulla situazione della società tenutasi nel luglio 1983, l’IRI decise di rilevare direttamente una quota di capitale della Sidalm (pur continuando ad affidare la gestione della società alla SME) per ricostituirne il capitale stesso. IRI ha sborsato più di 280 miliardi di lire tra il 1978 e il 1985 per coprire le perdite e ricapitalizzare la società.
È sintomatico di ciò il fatto che nel tentativo di vendita della SME nel 1985 le attività della Sidalm erano valutate al prezzo simbolico di una lira.
Nel 1985 vennero chiusi i due impianti di Milano.
La Sidalm fu incorporata nell'Alivar nel 1986, continuando altresì la produzione fino al 1994.